# 更格盧鼠屬
更格盧鼠屬（学名：Dipodomys），哺乳綱囓齒目異鼠科的一屬，而與本屬同科的動物尚有小更格盧鼠屬（Microdipodops）等之數種哺乳動物。
更格盧鼠屬原產於北美洲西部。其得名乃因以兩隻後足跳躍時類似澳洲袋鼠之故，不過更格盧鼠是獨立演化出此型態的，與袋鼠無關。
更格盧鼠屬於異鼠科，每足有四趾，前肢短小，後肢強壯，頭部相對較大。成鼠一般體重70至170克。其尾部較頭部與身體還長，此外另一特徵是有毛包覆的頰袋，可用以儲藏食物。毛色依品種不同，由肉桂色至深灰色皆有。雄性體型較大。體長方面，最大的斑尾更格盧鼠（banner-tailed kangaroo rat）體長約六英寸，尾長約八英寸。
更格盧鼠以一對後足移動，常可跳躍達六英尺遠，最遠的紀錄高達9 英尺 (2.75 公尺) ，而速率高達約每秒十英呎，相當於每小時十公里。在跳躍時可迅速改變方向。這種迅速移動方式可節約能量與減低被捕時的風險。更格盧鼠的移動－靜止方式，使其較不易被夜行性掠食者發現。
更格盧鼠的主食為植物種子，但有時也會吃植物或是昆蟲。它們會以頰袋儲存種子，也會儲藏種子。更格盧鼠必須儘量利用時間盡可能儲存種子。為了節約能量與水分散失，更格盧鼠會儘量減少離開他們涼爽乾燥的地洞的時間；儘量躲在地洞裡也能減少被掠食者發現的機會。